# سیوداد گویانا
سیوداد گویانا (به اسپانیایی: Ciudad Guayana) یک شهر در ونزوئلا است که در ایالت بولیوار واقع شده‌است. سیوداد گویانا ۷۰۶٬۷۳۶ نفر جمعیت دارد.

## نگارخانه

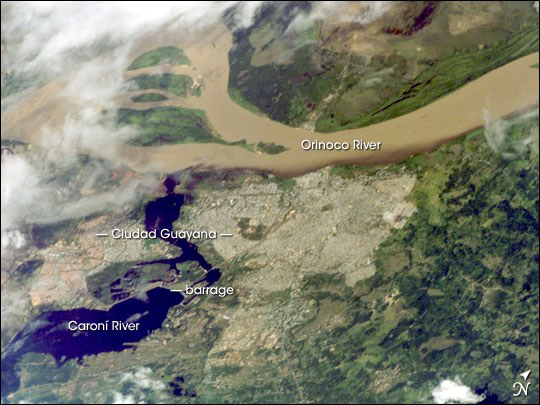
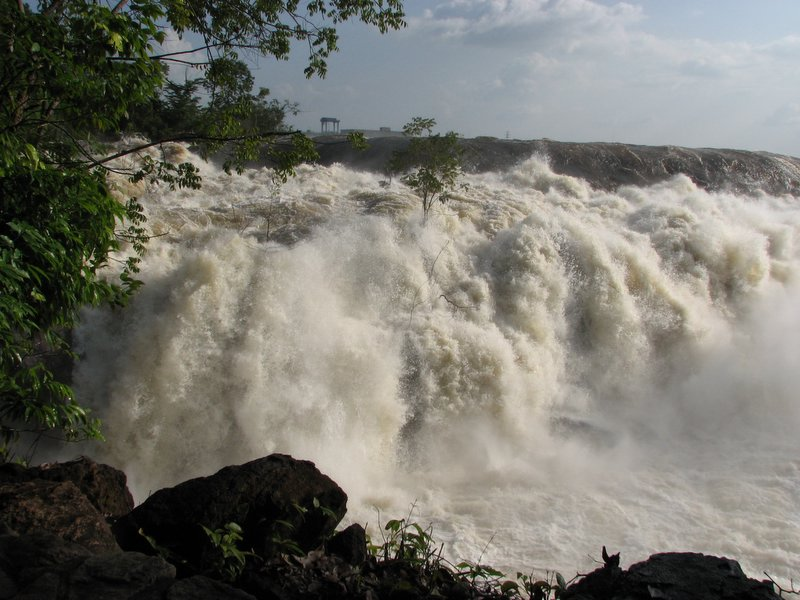
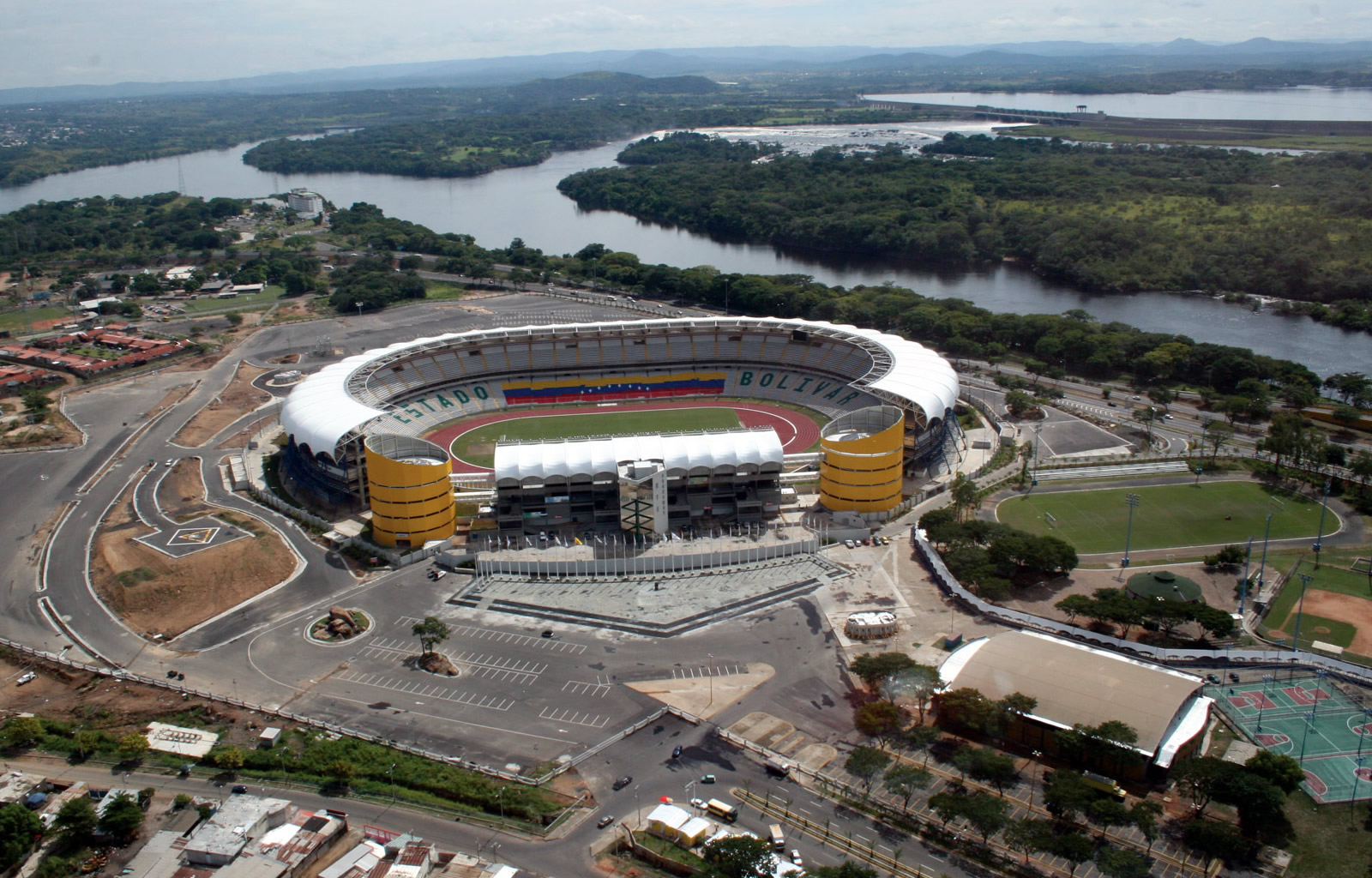